# اوسوالد ماتیاس اونگر
اوسوالد ماتیاس اونگر (۱۲ ژوئیه ۱۹۲۶–۳۰ سپتامبر ۲۰۰۷) معمار و نظریه‌پرداز معماری آلمانی بود که به خاطر طرح‌های راسیونالیستی اش و استفاده از اشکال مکعبی شکل شهرت دارد. از مهمترین آثار او می‌توان به موزه‌هایی در فرانکفورت، هامبورگ و کلن اشاره کرد.

## سرگذشت
اونگر در سال ۱۹۴۷ وارد دانشگاه کارلسروهه شد و در سال ۱۹۵۰ در رشته معماری از آنجا فارغ‌التحصیل شد. در سال ۱۹۵۰ دفتر معماری خودش را در کلن راه اندازی کرد و سپس در سالهای ۱۹۶۴، ۱۹۷۴ و ۱۹۸۳، شعب دیگری در برلین، فرانکفورت و کارلسروهه افتتاح می‌کند.
او بین سال‌های ۱۹۶۳ تا ۱۹۶۷ استاد دانشگاه فنی برلین بود و در سال ۱۹۶۸ آلمان را به مقصد ایالات متحده ترک کرد تا استاد دانشگاه کرنل شود. سپس در سال ۱۹۷۶ به اروپا بازگشت تا استاد دانشگاه هنرهای کاربردی وین و سپس مدرسه هنر دوسلدورف شود. او طی مدت تدریس خود دانشجویان بسیاری تربیت کرد که از مشهورترین آنها می‌توان به رم کولهاس اشاره کرد.

## نوشته‌ها
- Entwerfen mit Vorstellungsbildern, Metaphern und Analogien. Anmerkungen zu einem morphologischen Konzept, in: Architektur 1951-1990, Stuttgart, 1991
- Morphologie. City Metaphors, König, 1982
- Die Thematisierung der Architektur, 1983, published by Technische Universität Dortmund and Walter A.Noebel, Niggli Verlag, 2009, شابک ‎۹۷۸−۳−۷۲۱۲−۰۶۹۸−۲
- The Dialectic City, Skira Editore, 1997

## نگارخانه

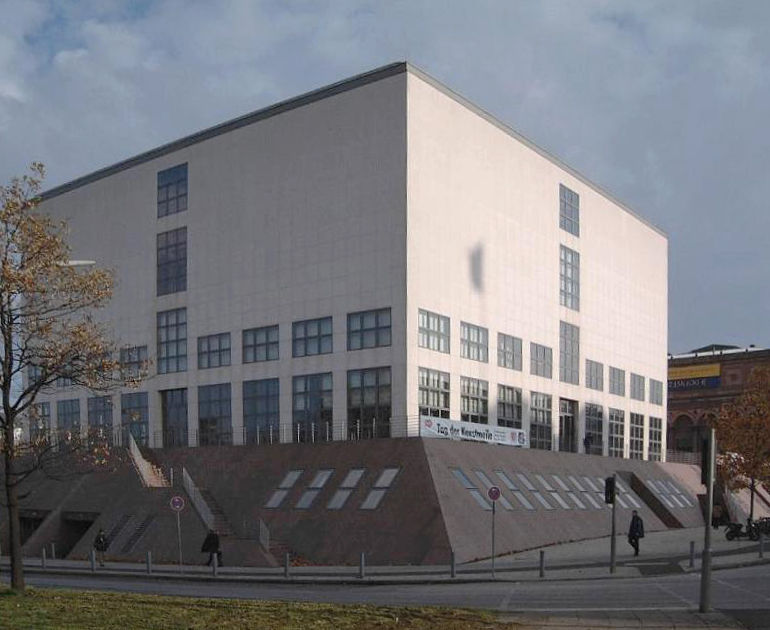
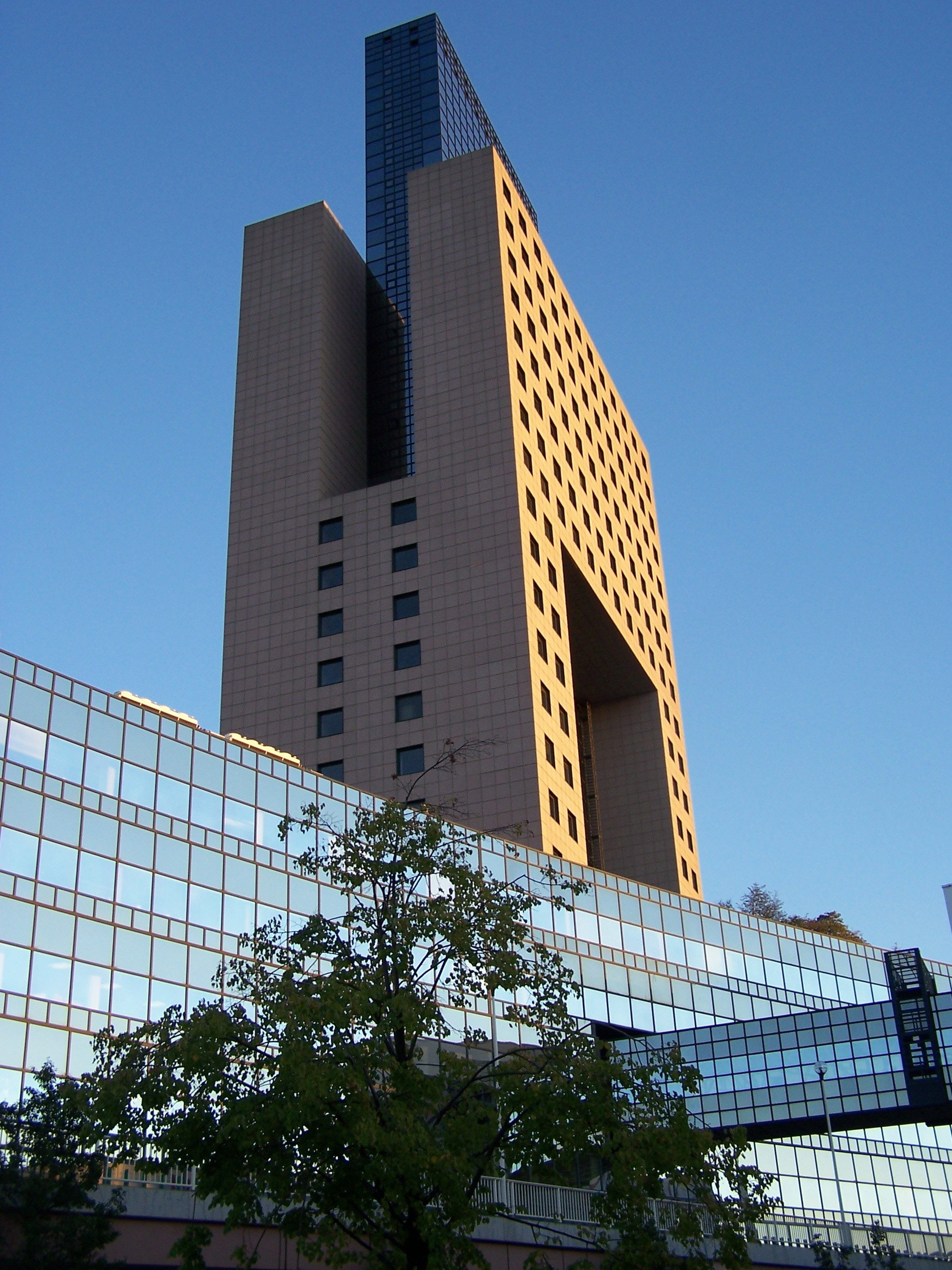
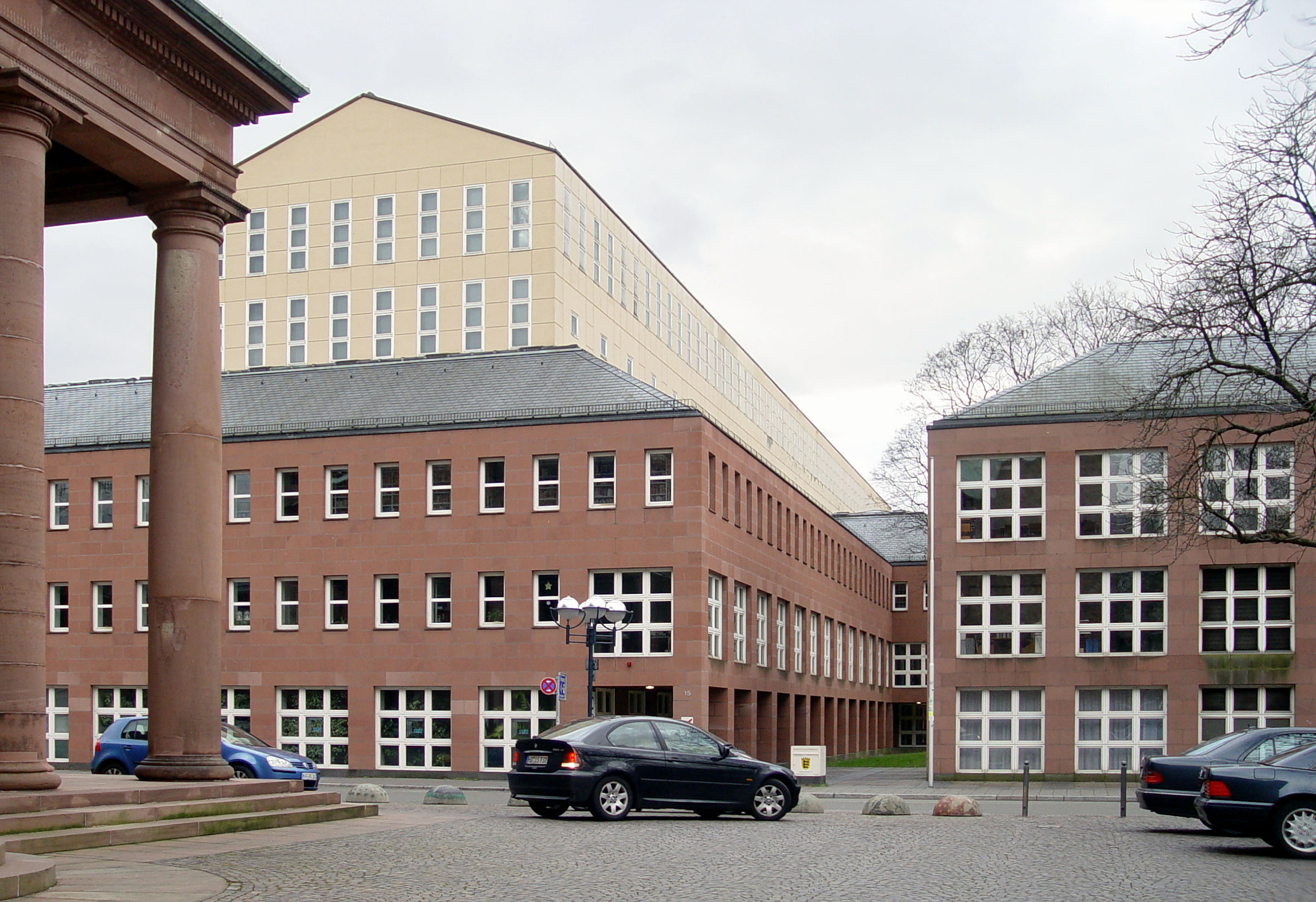
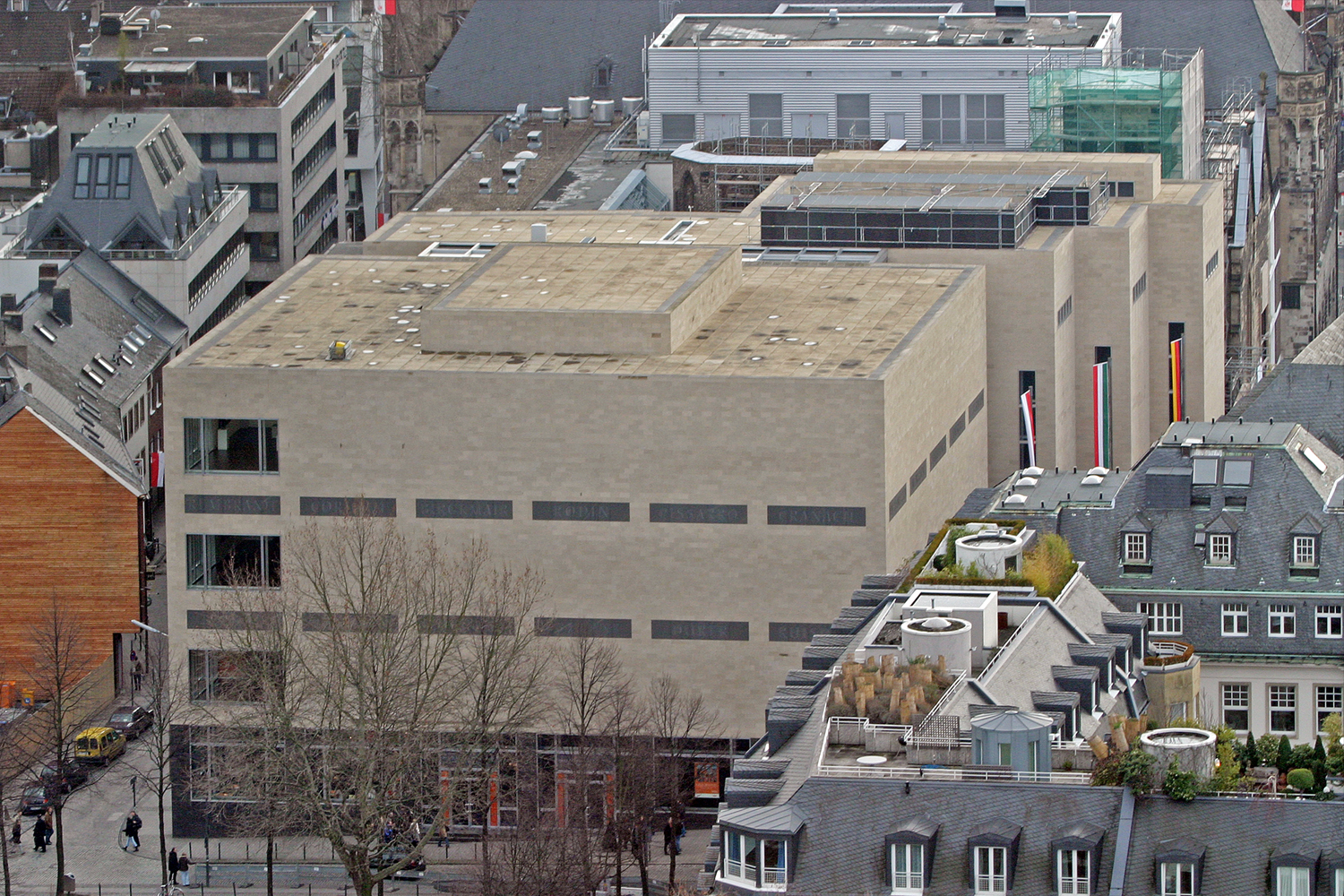
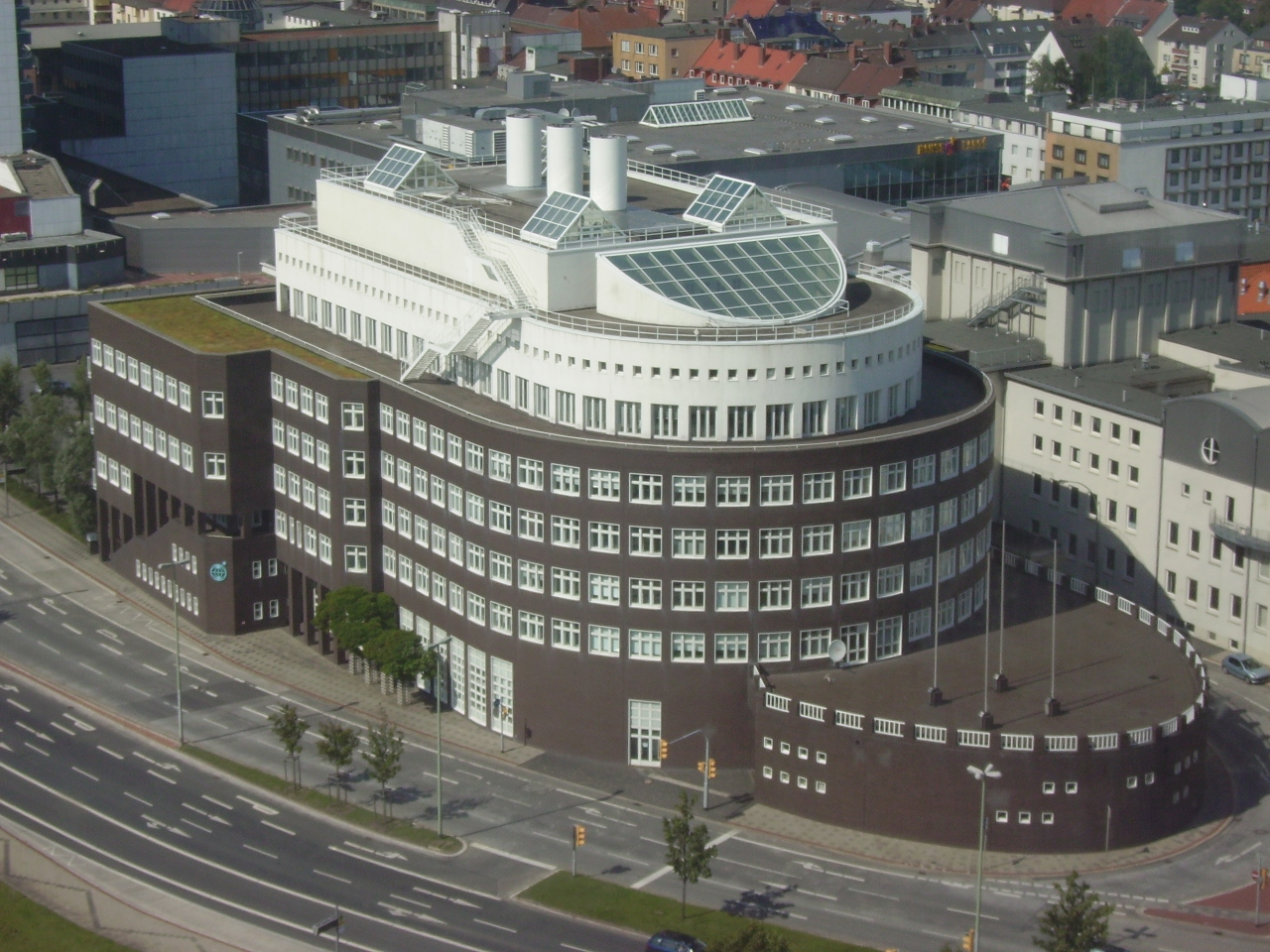
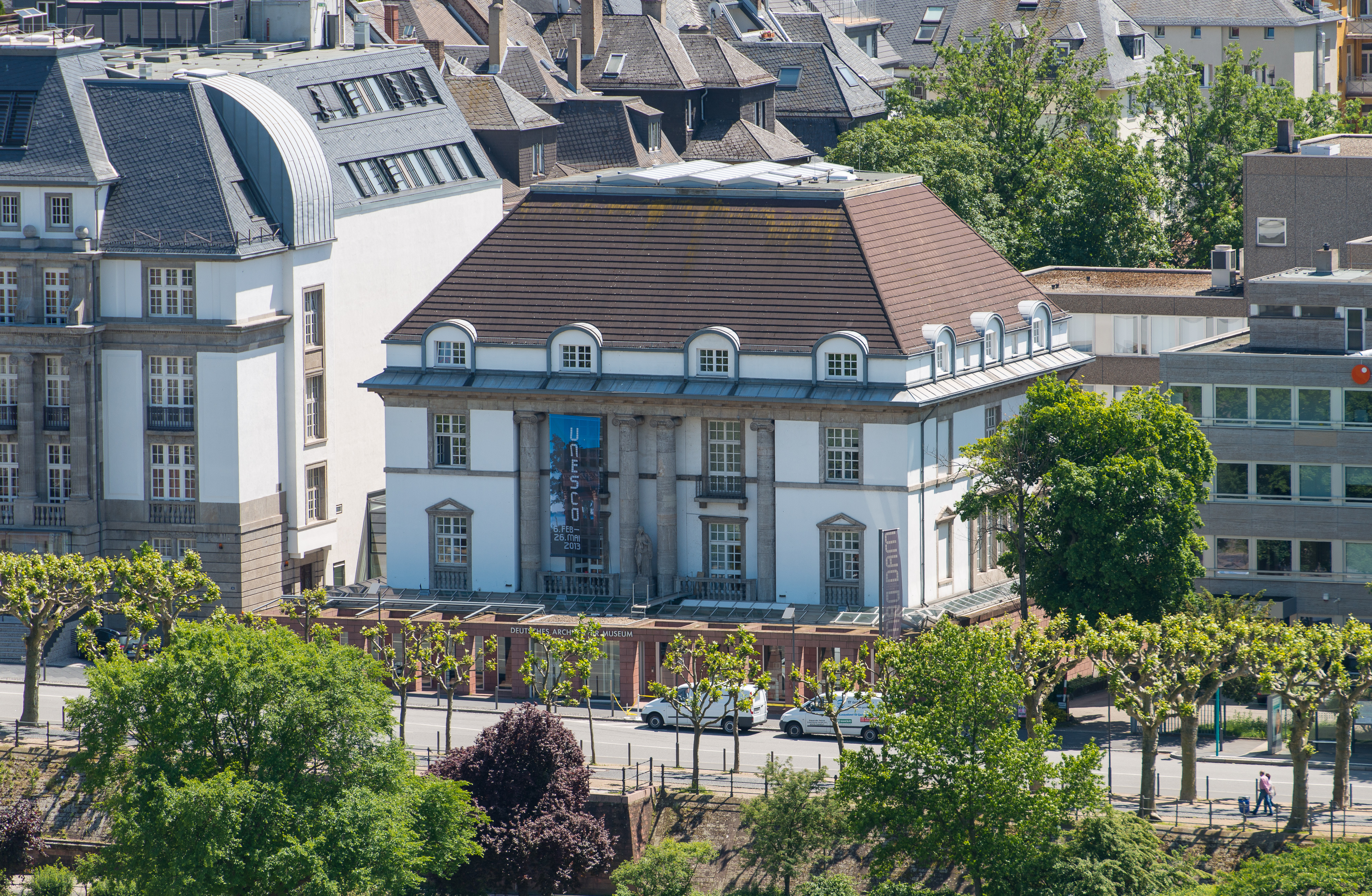
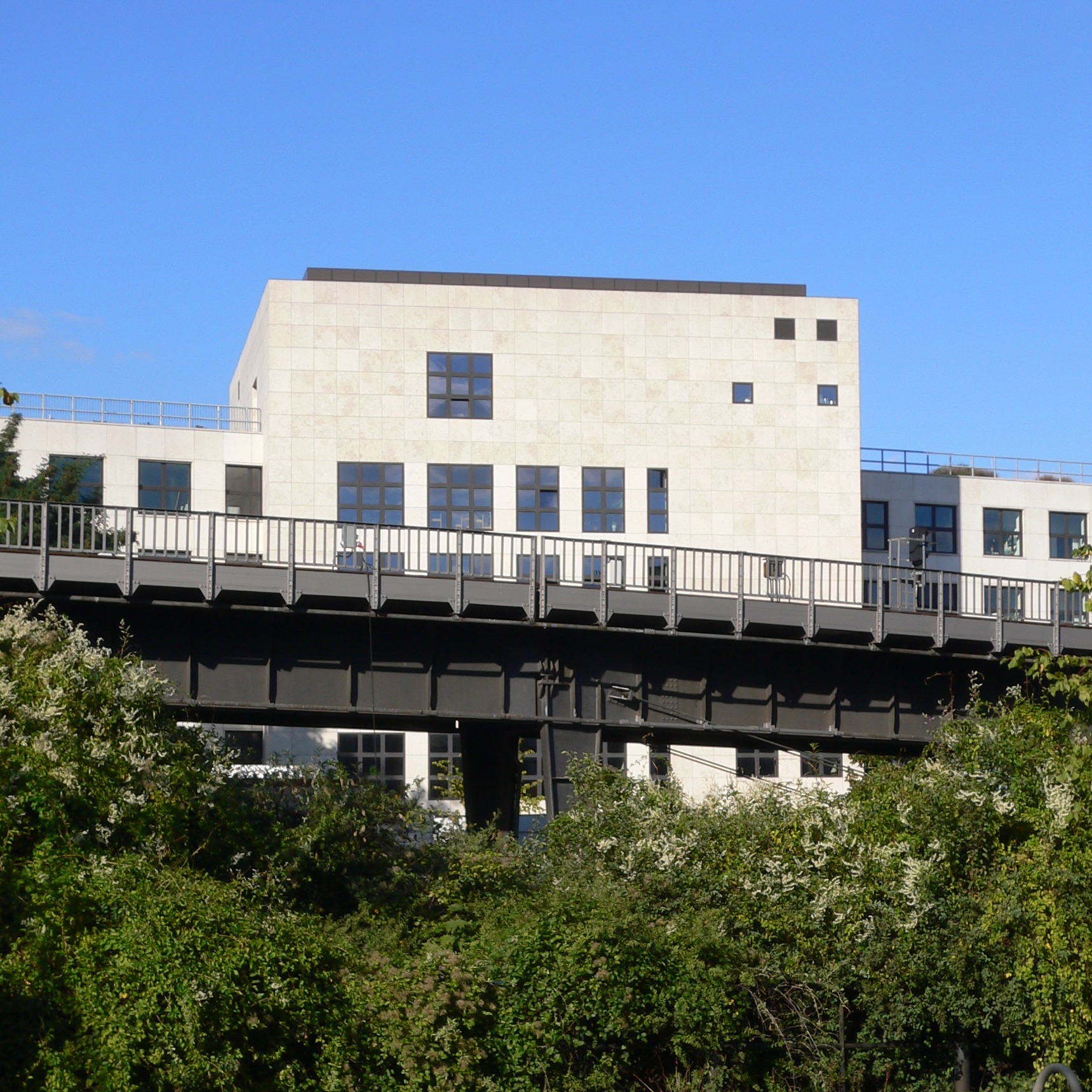